# Zjednoczone Emiraty Arabskie na World Games 2017
Zjednoczone Emiraty Arabskie na World Games 2017 reprezentowane były przez 6 zawodników: jedną kobietę i pięciu mężczyzn. Zdobyli łącznie 3 medale. 

## Reprezentanci

### Kobiety
| Zawodniczka    | Konkurencja     | Kategoria          | Rezultat |
| -------------- | --------------- | ------------------ | -------- |
| Cornelia Mihai | Sporty lotnicze | Pilotowanie czaszy |          |

### Mężczyźni
| Zawodnik           | Konkurencja     | Kategoria             | Rezultat    |
| ------------------ | --------------- | --------------------- | ----------- |
| Mohamed Al Qubaisi | Jujitsu         | Ne-Waza do 77 kg      | 4. miejsce  |
| Yahya Alhamadi     | Jujitsu         | Ne-Waza powyżej 94 kg | 4. miejsce  |
| Yahya Alhamadi     | Jujitsu         | Ne-Waza Open          | 1/16 finału |
| Faisal Alketbi     | Jujitsu         | Ne-Waza do 94 kg      |             |
| Faisal Alketbi     | Jujitsu         | Ne-Waza Open          |             |
| Talib Alkirbi      | Jujitsu         | Ne-Waza do 69 kg      | 4. miejsce  |
| Abdulbari Quabaisi | Sporty lotnicze | Pilotowanie czaszy    | 4. miejsce  |